# RhB Gem 4/4
De Gem 4/4 is de aanduiding voor een serie van twee locomotieven met elektrische of met dieselelektrische aandrijving van de Rhätische Bahn (RhB).

## Geschiedenis
Deze locomotieven werden in 1968 aangeschaft, onder meer om de prestaties van de motorwagens van het type ABe 4/4 II te ondersteunen. Bij gebruik van de sneeuwfrezen van de serie 9918-9919 leveren deze locomotieven naast de voortbeweging ook de energie voor deze elektrische sneeuwfrezen.
Tussen 1973 en 1981 werden deze locomotieven gebruikt als hybride tractie voor de Bernina-Express. Ze namen vanaf Samedan de wagons van de sneltrein uit Sankt Moritz over en reden dieselektrisch naar Surovas of Bernina Diavolezza. Hier werd dan overgeschakeld op de bovenleiding voor het traject tot Tirano. Tegenwoordig wordt dit hybride tractie genoemd.
Aan dit gebruik kwam een eind toen het perronspoor 3 in Pontresina geschikt werd gemaakt voor het wisselen van de spanning op de bovenleiding. De treinen uit Chur werden nu tot Pontresina getrokken door een elektrische locomotief onder 11kV wisselstroom. Te Pontresina werd de spanning op de bovenleiding omgeschakeld naar 1000 volt gelijkstroom voor de motorrijtuigen van de Berninabahn.
De locomotieven werden ook op het hele net van de Rhätische Bahn (RhB) voor werktreinen ingezet.

## Constructie en techniek
De locomotief heeft een stalen frame. De tractie-installatie bestaat uit een diesel motor gekoppeld aan een gelijkstroom dynamo. Door deze voorziening kan de locomotief de rijspanning zowel zelf opwekken met de ingebouwde dieselmotor maar ook met stroomafnemer is het rijden op spanning uit de bovenleiding als pure elektrische locomotief mogelijk. Deze locomotief kan in treinschakeling rijden met een soortgenoot, met een motorrijtuig van het type ABe 4/4 II of met een motorrijtuig van het type ABe 4/4 III.

### Namen
De Rhätische Bahn (RhB) heeft de volgende namen op de locomotieven geplaatst:
| Lijst van de Gem 4/4 |                      |             |
| Nummer               | Naam                 | Opmerkingen |
| 801                  | Steinbock (Steenbok) |             |
| 802                  | Murmeltier (Marmot)  |             |

## Treindiensten
- In het winterseizoen wordt op een deel van het traject waar voldoende sneeuw aanwezig is voor een kleine groepen toeristen een demonstratie met de sneeuwfrees uitgevoerd.[1]

## Foto's

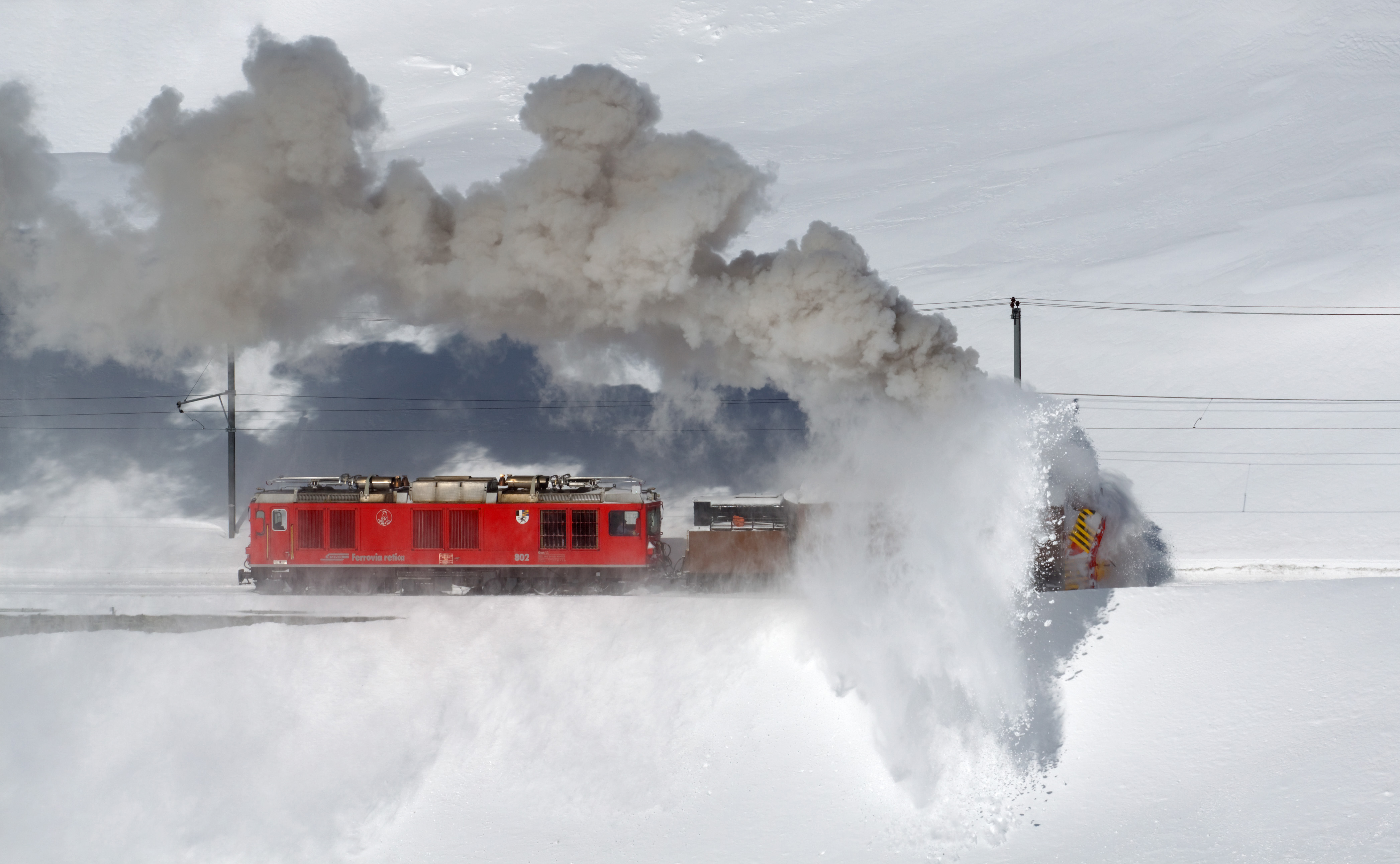
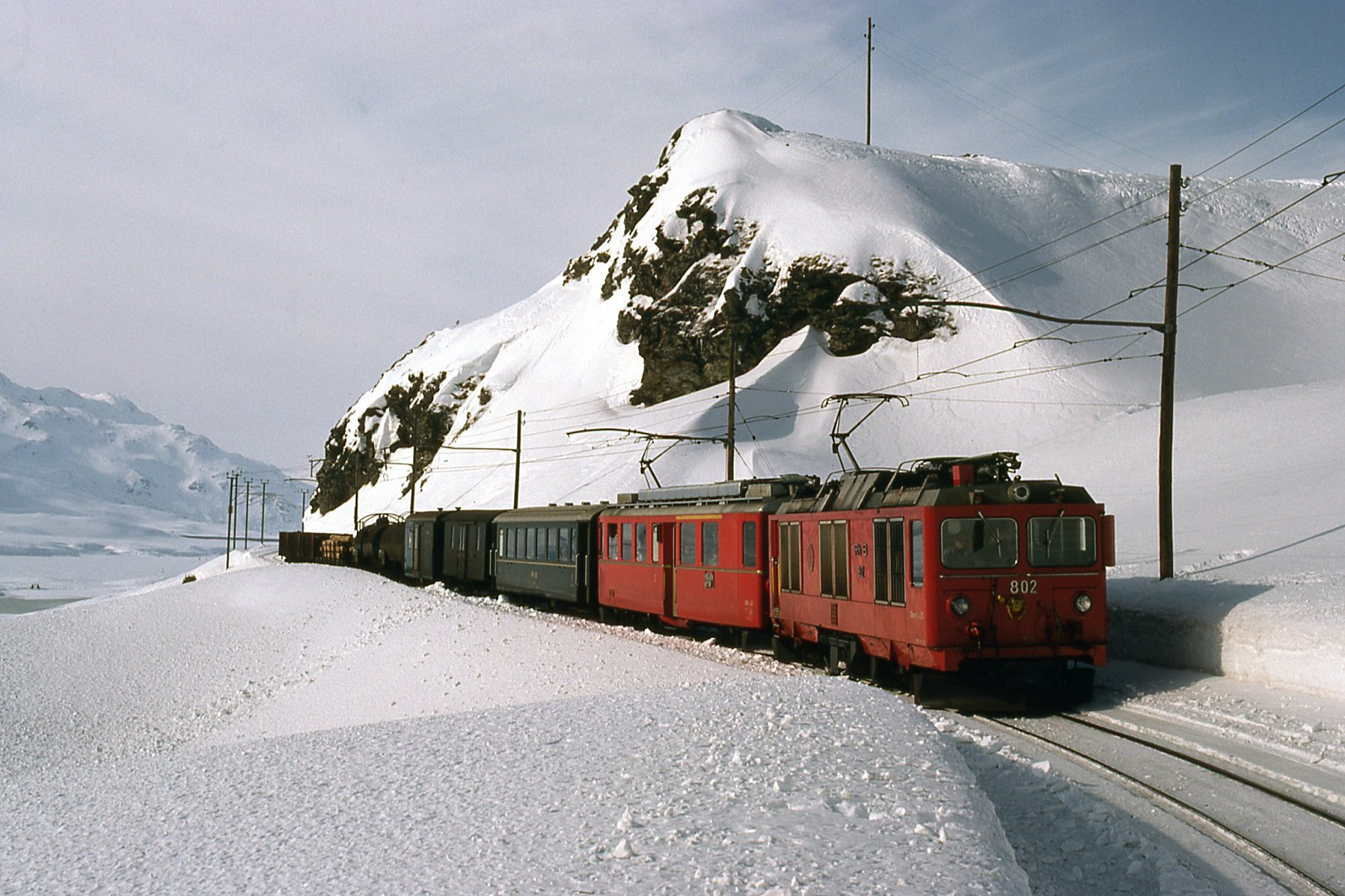
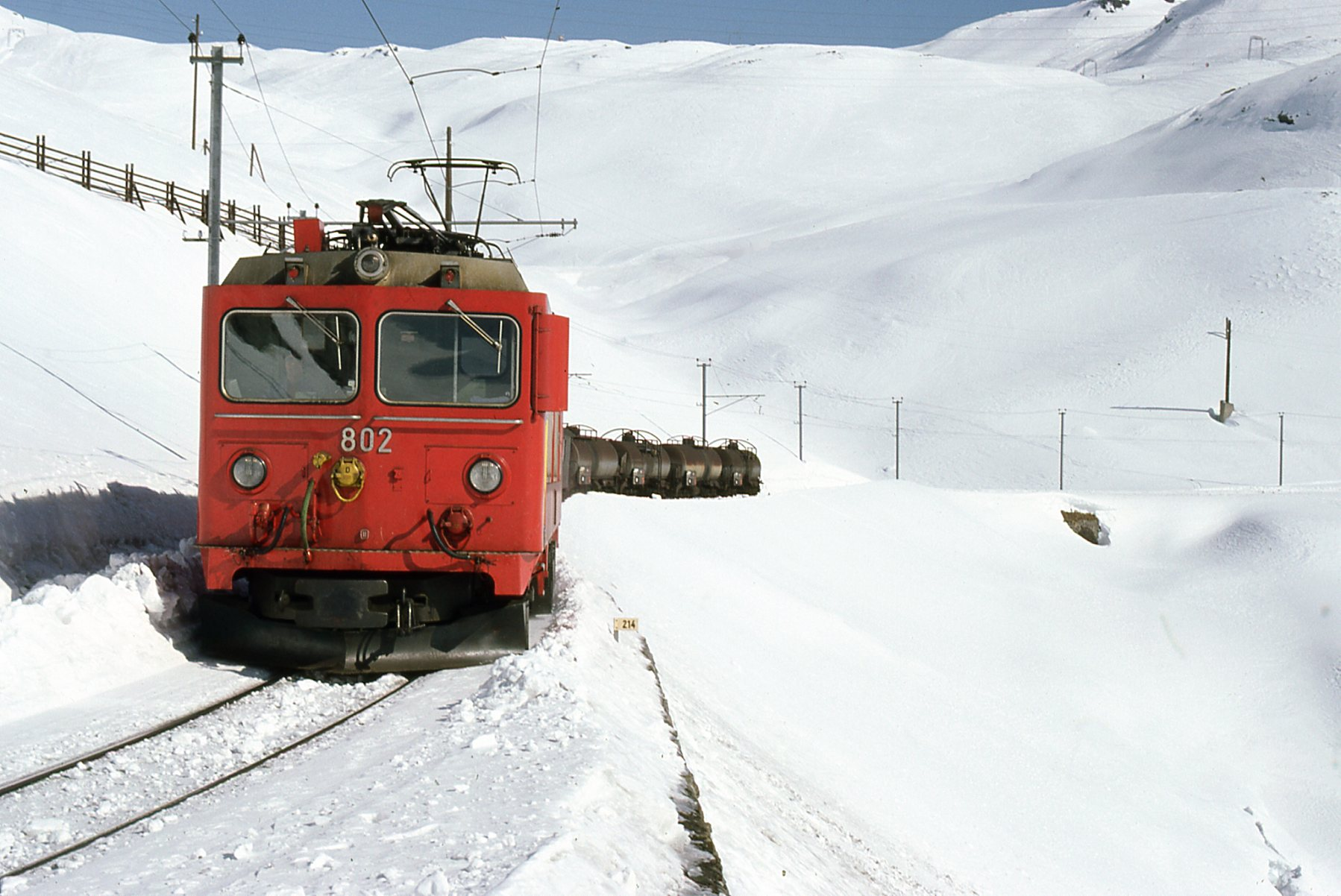
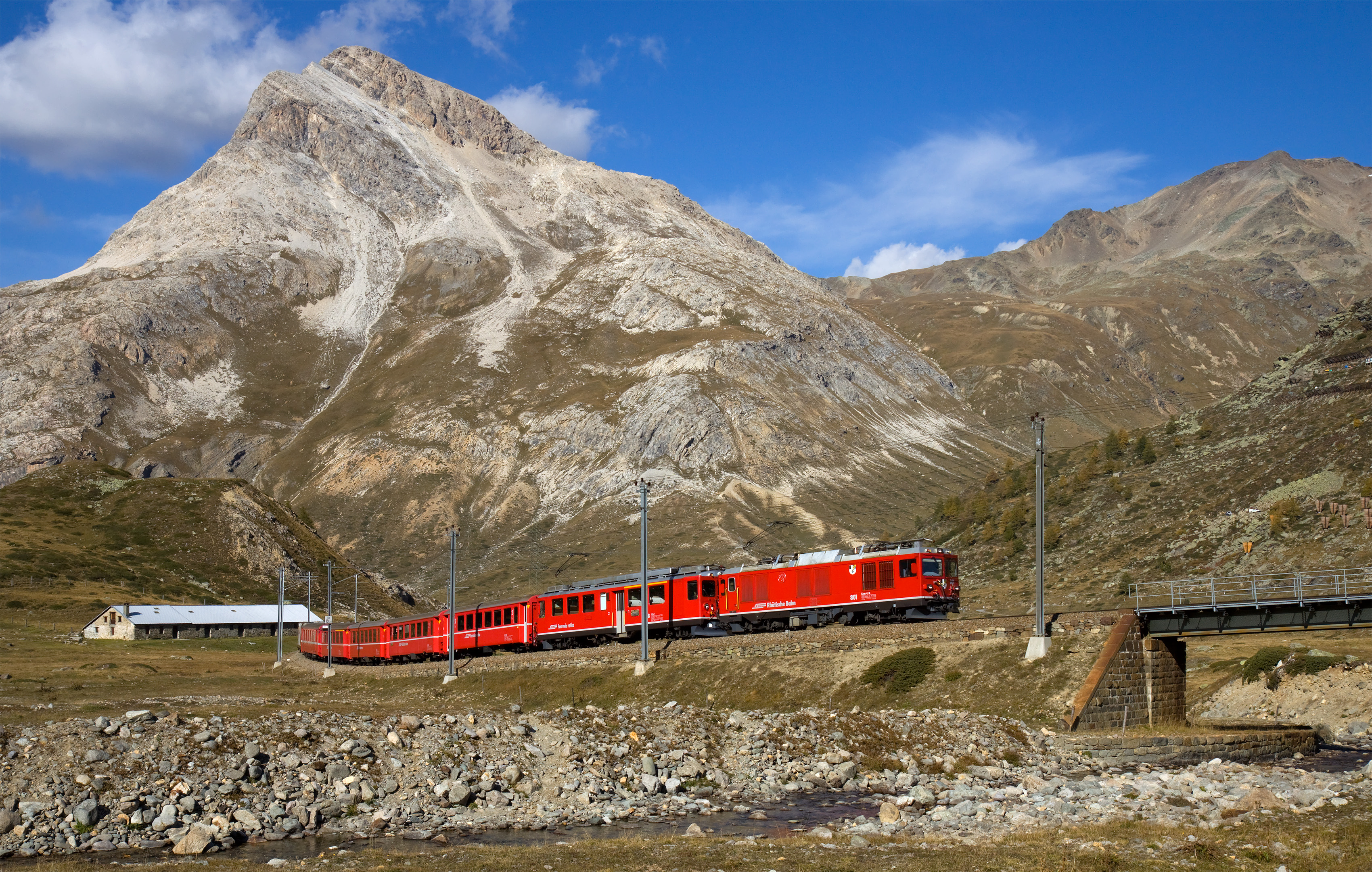
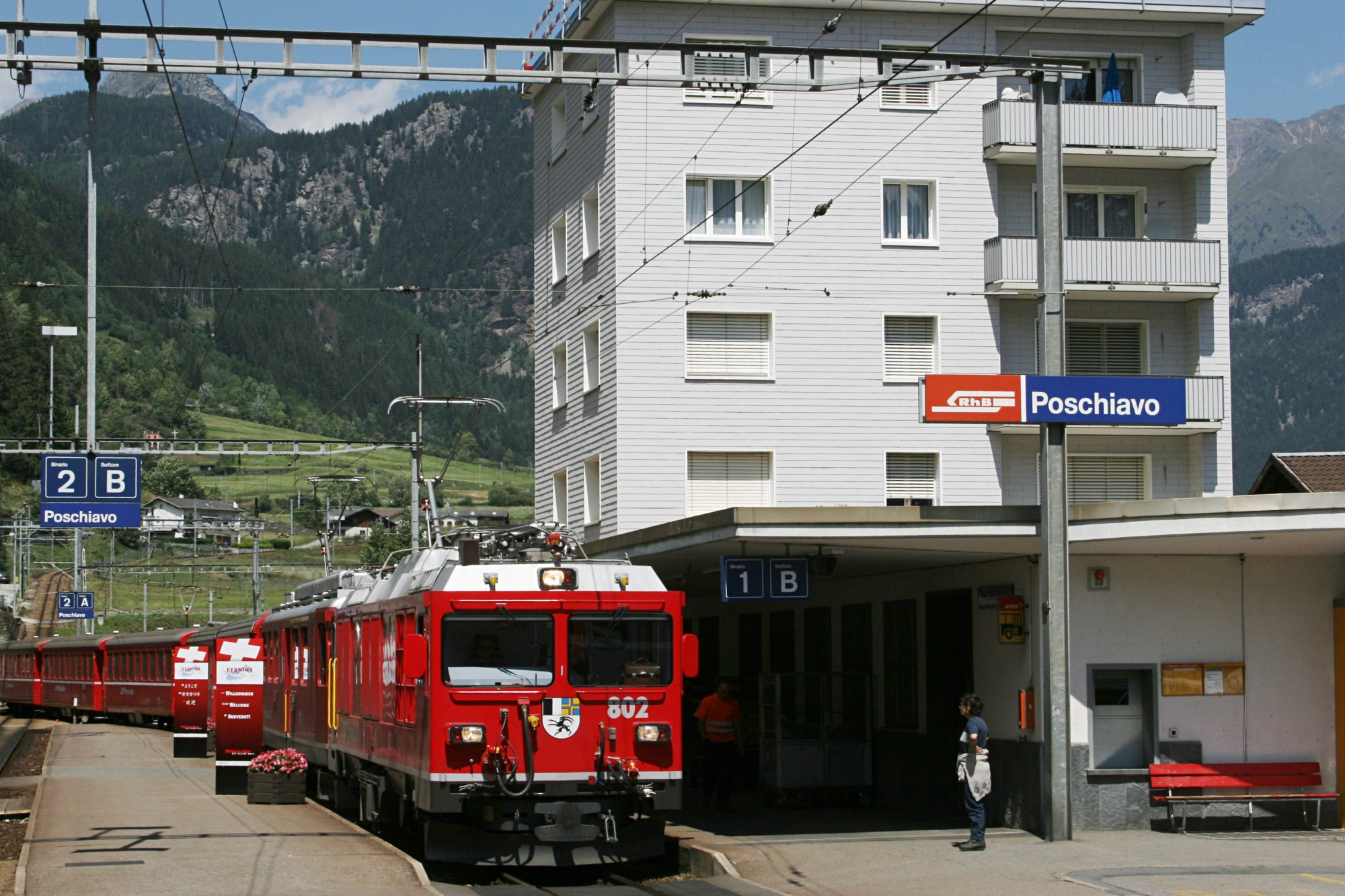
Berninabahn der RhB Gem 802 op 9 augustus 2005 te Poschiavo